# Кононова, Александра Николаевна
Алекса́ндра Никола́евна Ко́нонова (укр. Олександра Миколаївна Кононова; род. 27 февраля 1991, Броварский район, Киевская область) — украинская спортсменка, пятикратная чемпионка паралимпийских игр в биатлоне и лыжных гонках (2010, 2014, 2022).

## Биография
Александра Николаевна Кононова родилась 27 февраля 1991 года в селе Шевченково Броварского района Киевской области Украинской ССР.
После перенесённого в детстве остеомиелита появились осложнения на правой руке. В 12 лет начала заниматься спортом.
Александра владеет русским и украинским языками. Закончила университет Григория Сковороды в Переяславле.
Муж Анатолий, в 2011 году в семье родилась дочь Адриана.

## Карьера
Тренировалась под руководством Валерия Казакова, Василия Мукшина и Анатолия Заведеева. На соревнованиях выступает с 2007 года.
На Паралимпийских играх в Ванкувере Александра Кононова была самой молодой участницей, ей было 19 лет. Она завоевала три золотые медали — одну в биатлоне (индивидуальная гонка) и две в лыжных гонках (спринт и гонка на 5 км). Она также стала серебряным призёром этих Игр в лыжной эстафете, заняла четвёртое место на длинной дистанции в лыжах и шестое в биатлонной гонке преследования на 3 км.
Спустя четыре года в Сочи она завоевала ещё одну золотую медаль в биатлоне в гонке на 12,5 километров, а также стала серебряным призёром на 10 км. В лыжной эстафете украинки стали четвёртыми, также Кононова участвовала в спринте и гонке на длинную дистанцию, заняв пятое и шестое места, соответственно. В биатлоне она также стала пятой в спринте.
В 2015 году Кононова завоевала шесть титулов чемпионки мира в парабиатлоне и лыжных гонках, а также завоевала Кубок мира среди биатлонистов-паралимпийцев.
В 2016 году она стала третьей в общем зачёте Кубка мира по парабиатлону, также же место она заняла в Кубке мира по лыжным гонкам среди паралимпийцев, повторив достижение прошлого года.
На чемпионатах мира 2017 года по биатлону и лыжным гонкам она завоевала шесть медалей, из которых три золотых.
Из-за проблем со здоровьем Александра Кононова не сумела выступить на Паралимпиаде 2018 года в Южной Корее.
В 2021 году Александра Кононова завоевала золото на чемпионате мира по биатлону в Лиллехамере на дистанции 6 км, а также стала третьей на дистанции 10 км.
8 марта в биатлонной гонке на средней дистанции украинские спортсменки завоевали весь подиум, Кононова стала серебряным призёром, а в спринте финишировала одиннадцатой. 12 марта 2022 года Александра Кононова завоевала пятое в карьере золото Паралимпийских игр в лыжной гонке на 10 километров.

### Спортивные достижения
- Золото — Зимние Паралимпийские игры 2010 года (лыжные гонки, 1 км)
- Золото — Зимние Паралимпийские игры 2010 года (лыжные гонки, 5 км)
- Золото — Зимние Паралимпийские игры 2010 года (биатлон, 12,5 км)
- Серебро — Зимние Паралимпийские игры 2010 года (лыжные гонки, эстафета 3x2,5 км)
- Серебро — Зимние Паралимпийские игры 2014 игры (биатлон, 10 км)
- Золото — Зимние Паралимпийские игры 2014 года (биатлон, 12,5 км)

## Государственные награды
- Орден «За заслуги» ІІ степени (23 августа 2014)[9]
- Орден «За заслуги» III степени (25 марта 2010)[10]